# Rue de Saintonge
Située en plein cœur du quartier du Marais à Paris, la rue de Saintonge est une voie du 3e arrondissement.

## Situation et accès
Ce site est desservi par les stations de métro Arts et Métiers, Temple et Filles du Calvaire.

## Origine du nom
Henri IV avait formé le projet de faire bâtir dans le quartier du Marais une grand place qui serait nommée « place de France », sur laquelle devaient aboutir plusieurs rues portant chacune le nom d'une province. C'est ainsi que cette rue porte le nom de la province de Saintonge.

## Historique

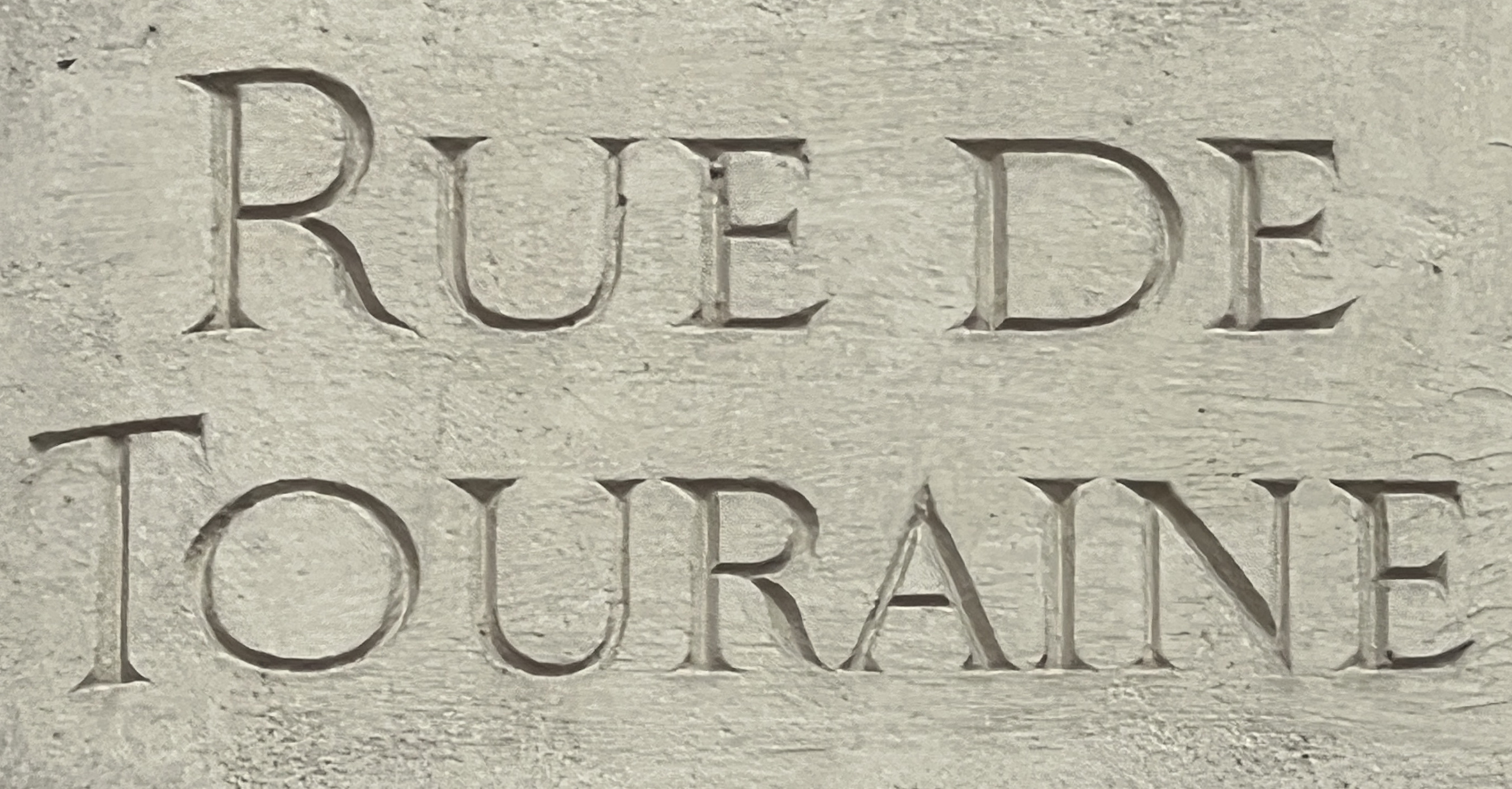
Inscription de l'ancienne rue de Touraine.

La rue fut ouverte en 1626. Elle portait alors les noms de « rue de Touraine-au-Marais » entre la rue du Perche et la rue de Poitou, de « rue la Marche », entre la rue de Poitou et la rue de Bretagne et déjà « de Saintonge », entre cette dernière rue et le boulevard du Temple. Cet ultime nom fut étendu aux autres sections en 1851.
Dans la rue de Touraine-au-Marais demeura en 1634 Thomas de Comans d'Astry († 1661), conseiller et maître d'hôtel ordinaire du Roi, qui fit ultérieurement bâtir, dans l'île Notre-Dame, quai Dauphin, l'hôtel de Comans d'Astry (1644-1647).
Les différentes parties sont citées sous les noms de « rue de Xaintonge » et « rue de la Marche » dans un manuscrit de 1636.

## Bâtiments remarquables, et lieux de mémoire
- No 13 : immeuble dans lequel habita, de 1648 à 1651, Blaise Pascal et sa famille. Le père de Pascal y mourut le 24 septembre 1651.
- No  19 : ici demeurait en 1832 le gérant du Journal des artistes, François Fortuné Guyot de Fère (1791-1866), et cofondateur de la Société libre des beaux-arts de Paris[2].
- No 64 (à l'époque le no 9) : emplacement d'une maison, aujourd'hui disparue, où habita d'octobre 1789 à juillet 1791, Robespierre.
- No  45 : la fonderie Rudier s'installe en 1880. Elle y reste jusqu'en 1934 et son déplacement à Malakoff.

### Cinéma
Dans le film Elle s'appelait Sarah de Gilles Paquet-Brenner (2010), adapté du roman éponyme de Tatiana de Rosnay (2006), la famille de la petite Sarah, arrêtée lors de la rafle du Vel d'hiv' le 16 juillet 1942, habite au 36 de la rue de Saintonge.

### Sources et références
- Jacques Hillairet, Dictionnaire historique des rues de Paris, Paris, Les Éditions de minuit, 1972, 1985, 1991, 1997, etc. (1re éd. 1960), 1 476 p., 2 vol.  [détail des éditions] (ISBN 2-7073-1054-9, OCLC 466966117).
- Paris, guide 1807, Librairie internationale.